# Canal Chesapeake & Delaware
Le Canal Chesapeake & Delaware, localement appelé C&D Canal, est un canal reliant, comme son nom l'indique, la baie de Chesapeake et l'estuaire de la Delaware. Il permet en particulier de réduire le trajet entre Philadelphie et Baltimore de cinq cents kilomètres, et facilite grandement l'accès à ce dernier port.
Imaginée dès le XVIIe siècle, sa construction ne commence toutefois qu'en 1824. Un premier canal à écluses ouvre en 1829. Près d'un siècle après l'inauguration, le Gouvernement fédéral des États-Unis rachète le canal et en confie la propriété, la gestion, mais aussi la refonte intégrale, au corps du génie de l'armée des États-Unis.
Le nouvel ouvrage, intégralement au niveau de la mer, plus profond et plus large, ouvre en mai 1927. Les concepteurs du nouveau canal ayant prévu un possible élargissement, plusieurs opérations d'agrandissement et de dragage sont menées jusque dans les années 1970.

## Histoire

### Premiers projets

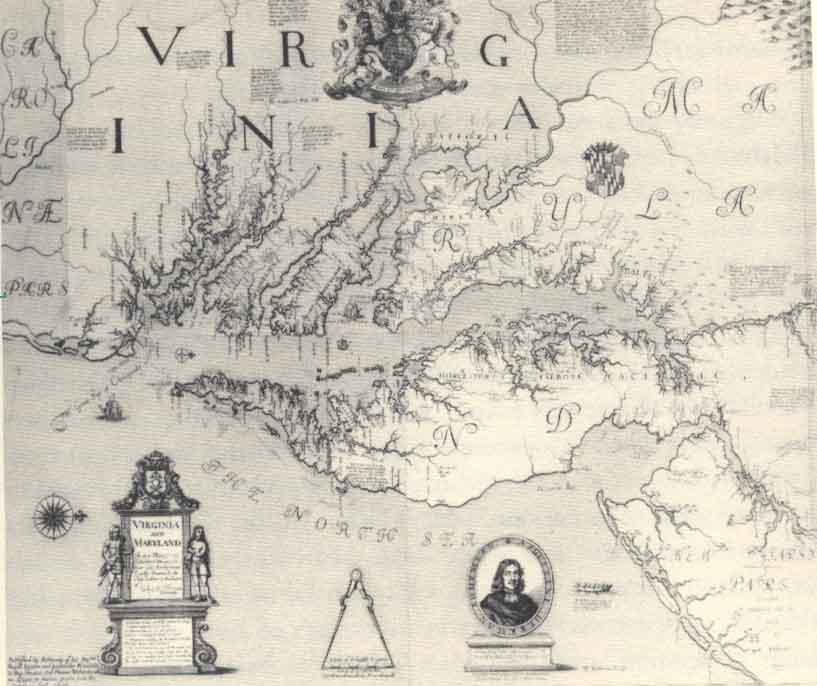
Carte d'Augustin Herman (le nord étant placé à droite) montrant la baie de Chesapeake et l'estuaire de la Delaware.

Un cartographe originaire de Bohême, Augustin Herman, est le premier à proposer l'idée d'un canal qui joindrait les deux bras de mer au cours du XVIIe siècle. Mais l'absence de fonds pouvant être affectés à une telle opération empêche cette vision de se concrétiser.

### Le canal à écluses
En 1824, le chantier obtient enfin un financement et démarre. Il dure cinq années, coûte deux millions et demi de dollars et permet une inauguration en 1829. À cette date, le canal mesure 66 pieds, soit vingt mètres de largeur à la ligne de flottaison, mais seulement 36 pieds, c'est-à-dire onze mètres, au fond de l'ouvrage. Il n'offre que dix pieds, soit un peu plus de trois mètres de tirant d'eau. Enfin, en l'absence de cours d'eau pouvant alimenter le bief de partage, l'eau devait être remontée d'un bief à l'autre par une machine à vapeur.

### Le projet de canal à niveau

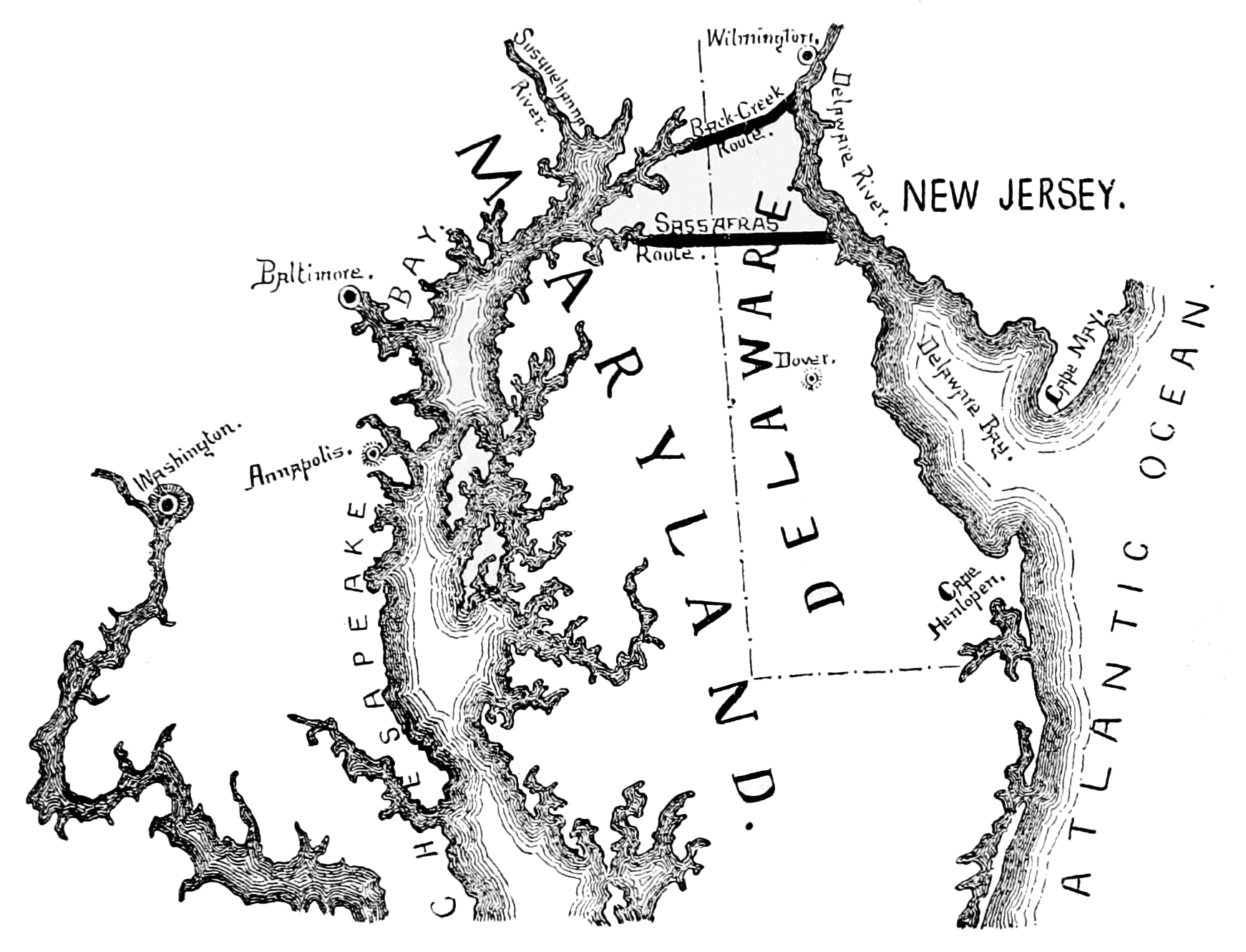
Étude de 1906 pour un nouveau tracé du canal.

Dès le début du XXe siècle, les insuffisances de l'infrastructure sont patentes. En 1906, Theodore Roosevelt nomme une commission chargée d'étudier la faisabilité d'une voie « libre et ouverte ». En 1919, après 90 années d'exploitation, le canal est racheté pour deux millions et demi de dollars et l'étude d'un agrandissement commence.
Les travaux sont menés du milieu des années 1920 à 1927 et coûtent dix millions de dollars. Ils permettent l'ouverture d'un canal à niveau, profond de douze pieds, soit un peu moins de quatre mètres, mais large de 90 pieds, soit un peu plus de vingt-sept mètres. De surcroît, ce nouveau canal a été prévu pour que des agrandissements y soient facilement réalisables. La première campagne est ainsi menée entre 1933 et 1938 ; elle permet un considérable élargissement de la voie d'eau, qui est portée à deux cent cinquante pieds, ou 76 mètres. La profondeur est portée à vingt-sept pieds, soit un peu plus de huit mètres.

## Caractéristiques
Le canal mesure 22,5 kilomètres de longueur. Après les derniers travaux, sa largeur est de 137 mètres et sa profondeur de 11 mètres. Il est franchi par cinq ponts routiers, un pont ferroviaire et plusieurs lignes électriques à haute tension.